# Ng Yan Yee
Ng Yan Yee (Kuala Lumpur, 11 de julho de 1993) é uma saltadora malaia, especialista no trampolim.

## Carreira

### Rio 2016
Ng Yan Yee representou seu país nos Jogos Olímpicos de Verão de 2016, na qual ficou em 10º lugar nas finais no trampolim individual com 306.60pts. 